# انتقال آني كمي

الانتقال الآني الكمي (بالإنجليزية: Quantum teleportation) هي عملية تُنقَل بها معلومات كمية من موقع إلى آخر باستخدام وسائط اتصال تقليدية باسلوب التشابك الكمي الذي تكون متشاركة بين موقع الإرسال وموقع الاستلام. وبسبب طبيعة الوسائط التقليدية لا يمكن إرسال الانتقال الكمي لنقل البيانات والبتات التقليدية بسرعة أعلي من سرعة الضوء. كما لا يمكنها نسخ الأنظمة لمخالفتها لنظرية عدم الإستنساخ. ولا يوجد أي حقائق علمية تؤيد ما يظهر في أعمال الخيال العلمي الذي يدعي بانتقال الأجسام بشكل أني. لكن يمكن نقل كيوبيتات (أي بتات كمية) بين ذرتين متشابكتين متباعدتين في حدود سرعة الضوء، لكن لم يستطع العلماء نقل جزيئات معقدة أكثر من الذرة.
يعتبر البحث الذي قام به تشارلز بينيت وجيلز براساو وكلود كريبو وريتشارد جوزا وأشر بيريس ووليم ووترز عام 2004 عامل مؤثر في شرح الفكرة وعامل دافع لإجراء البحوث في هذا المجال. ومنذ ذلك الوقت، تم ملاحظة الانتقال الأني الكمي في العديد من الأنظمة الفيزيائية. في الوقت الحالي، وصل طول نقل فوتون بشكل أني كمي إلى 143 كلم ونقل نظام مادي لمسافة 21 م وفي أغسطس 2013، وضع علماء تقريرا عن نجاح مؤكد لنقل أني كمي باستعمال تقنيات هجينة. وفي 29 مايو 2014، أعلن عن نجاح نقل بيانات بواسطة النقل الأني الكمي. والجدير ذكره أنه تم نقل بيانات في وقت سابق لكن المنهجيات لم تعول عليها.
الرقم القياسي الحالي لأطول مسافة نقل كمي آني 1400 كم في الصين باستعمال قمر صناعي.
الجدير بالذكر أن النقل الآني الكمي لا يعني اللفظ المدلول عليه وأن سرعته لا تتخطى حدود سرعة الضوء حتى لا ينتهك النسبية الخاصة والكورنولجيا ويتم ذلك في نظرية عدم الاتصال

## للاستزادة
- انتقال المادة عن بعد
- ميكانيكا الكم
- حاسوب كمومي
- تشفير كمومي
- تشابك كمومي
- مبدأ اللايقين